# Mitrovići
Mitrovići är en ort i Bosnien och Hercegovina.   Den ligger i entiteten Republika Srpska, i den centrala delen av landet, 120 km norr om huvudstaden Sarajevo. Mitrovići ligger 201 meter över havet och antalet invånare är 252.
Terrängen runt Mitrovići är platt, och sluttar söderut. Närmaste större samhälle är Doboj, 19,1 km sydost om Mitrovići. 
Omgivningarna runt Mitrovići är en mosaik av jordbruksmark och naturlig växtlighet. Runt Mitrovići är det ganska tätbefolkat, med 67 invånare per kvadratkilometer.